# Flora of Turkey and the east Aegean islands
Flora of Turkey and the east Aegean islands (abreviado Fl. Turkey) es un libro con ilustraciones y descripciones botánicas que fue escrito por el botánico inglés Peter Hadland Davis y publicado en Edimburgo en 10 volúmenes en los años 1965-1988.